# Болотна акула
Болотна акула — фантастичний фільм 2011 року.

## Сюжет
Відкрито купальний сезон на чудових озерах Атчафалайя. Перед фестивалем тут збираються молодь і багато сімей із дітьми. І в ніч напередодні свята чудовиська вийшли з болотяної частини озера. Безтурботних людей чекає справжнє жахіття, адже це буде зустріч з істотою, якої ніхто ніколи не бачив.